# Lois scélérates

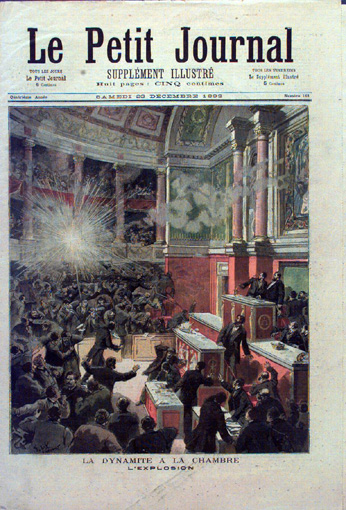
Der Anschlag auf die französische Nationalversammlung am 9. Dezember 1893 veranlasste die Parlamentarier eine Reihe von Notstandsgesetzen zu erlassen

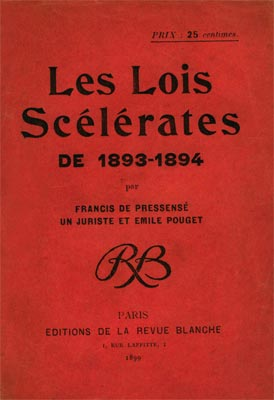
Lois scélérates

Als lois scélérates (deutsch etwa: Verbrecherische Gesetze) bezeichnet man eine Reihe von französischen Gesetzen, die in den Jahren 1893 und 1894 als Reaktion auf anarchistische Attentate erlassen wurden. Die Gesetze sollten die Bestimmungen zur Pressefreiheit von 1871 in der dritten französischen Republik einschränken und die anarchistische Agitation verhindern.
In dieser Zeit wurden über 400 Anarchisten festgenommen, was nach dem Attentat von Sante Geronimo Caserio auf Sadi Carnot einen neuen Höhepunkt erreichte.
Der Begriff wird heute noch für harte und ungerechte Gesetze verwendet, insbesondere Gesetze zur Terrorismusbekämpfung.

## Begriff
Die Bezeichnung Lois scélérats für die offiziell als Lois de 1893 et 1894 sur l’anarchisme bezeichneten Gesetze stammt von Francis de Pressensé, Émile Pouget und Léon Blum aus Texten des Jahres 1899.

## Gesetze
Das erste Gesetz wurde am 11. Dezember 1893 erlassen, zwei Tage nach dem Bombenanschlag von Auguste Vaillant auf die französische Abgeordnetenkammer, bei dem etwa 50 Personen verletzt wurden. In diesem Gesetz wurde die Unterstützung von kriminellen Handlungen ausdrücklich verboten, was repressive Maßnahmen gegen anarchistische Blätter wie Le Père Peinard zur Folge hatte. Eine Woche später wurde ein zweites Gesetz verabschiedet, welches gegen Personen gerichtet war, die direkt oder indirekt an Propaganda-der-Tat-Aktionen beteiligt waren, auch wenn die Tat nicht ausgeführt wurde. Das letzte Gesetz dieser lois scélérates wurde am 28. Juli 1894 verabschiedet und verbot jegliche anarchistische und antimilitaristische Propaganda.

## Folgen
Um den presserechtlichen Einschränkungen zu umgehen, verwendeten die Anarchisten in der Folge andere Bezeichnungen. So wurde die Zeitung La Revue anarchiste in La Revue libertaire umbenannt.
Zeitgenössische Politiker wie Jean Jaurès und Léon Blum kritisierten die Gesetze als einseitig – Jaurès sprach davon, dass sie nur auf linke Agitation zielten und rechte Agitation zuließen – und gefährlich in der Hand eines repressiven Staates.
Die Gesetze wurden in den 1990er Jahren aufgehoben. Als Kampfbegriff spielen die Lois scélérates in der französischen Öffentlichkeit weiterhin eine Rolle.